# Desoria trispinata
Desoria trispinata är en urinsektsart som först beskrevs av William MacGillivray 1896.  Desoria trispinata ingår i släktet Desoria, och familjen Isotomidae. Arten är reproducerande i Sverige.